# 윌리엄 해밀턴 쇼
윌리엄 해밀턴 쇼(William Hamilton Shaw, 1922년 6월 5일 ~ 1950년 9월 22일)는 미국의 군인이다.

## 생애
1922년 6월 5일 감리교 선교사의 아들로 평양에서 태어났다.

### 제 2차 세계 대전
제 2차 대전이 발발하자 해군 소위로 입대하여 1945년 PT정 부정장으로 노르망디 상륙작전에 참전하였다. 전쟁이 끝나고 1946년 9월 해군 중위로 전역하였다.

### 한국 전쟁
1947년 한국으로 돌아와서 미 군정청에 근무하던 중  대한민국 해군사관학교의 전신인 '조선해양경비대사관학교'이 창설되자 항해운용교관으로 부임하여 항해술과 함정운용술을 가르쳤으며 대한민국 해군 창설에도 기여하였다.
1950년 2월 하버드 대학원 박사과정을 다시 미국으로 가서 아시아 역사의 문화를 연구하며 아버지의 뒤를 이어 한국에 선교사로 갈 것을 준비하고 있었다. 
그러던 중에 한국에서 전쟁이 발발했다는 소식을 듣고 다시 한국으로 돌아왔으며 한국어가 능통하고 한국의 지리에 밝았기 때문에 미 극동사령부의 정보장교로 발탁되어  인천 상륙 작전과 서울 수복 전투에 참전하였다. 
특히 해군 소속이지만 한국어와 지리에 능통하여 서울 수복 전투에 자원하여 미 제1해병사단 5연대에 배속되었고 녹번리 전투(녹번동 및 수색동 일대)에서 수색·정찰 중 북한군의 기관총 세례를 받고 전사하였다.

## 상훈
- 은성훈장 (1950-12-01)[2]
- 금성 을지무공훈장 (1956-09-22): 언론 등에 의해 금성 충무무공훈장을 받은 것으로 잘못 알려졌으나 무공훈장증과 행정안전부 상훈기록 데이터베이스에 의하면 금성 을지무공훈장이 정확하다.[3][4]

## 기념
2010년 서울특별시 은평구 평화공원에 동상이 건립되었다.

## 같이 보기
- 인천 상륙 작전

## 참고 자료
- 한미동맹 70주년···'6·25 전쟁 참전용사 10대 영웅' 뉴욕 타임스퀘어에 송출